# Stadspartij
Stadspartij is een naam voor vele onafhankelijke lokale politieke partijen in Nederland, zoals:
- Haagse Stadspartij
- Stadspartij Almere
- Stadspartij Den Helder
- Stadspartij Eindhoven
- Stadspartij Groningen
- Stadspartij Heerlen
- Stadspartij Leefbaar Mestreech
- Stadspartij Leefbaar Utrecht
- Stadspartij Nijmegen Nu
- Stadspartij Purmerend
- Stadspartij Rotterdam
- Stadspartij voor Sittard, Geleen en Born
- Stadspartij Wageningen
- Stadspartij Zutphen-Warnsveld

Ook zijn er variaties, zoals Stadsbelangen (bijvoorbeeld in het Maastrichtse Stadsbelangen Mestreech).

In Meppel bestond jaren de Stadswacht, waarvan de naam in 2005 veranderd is in Sterk Meppel.